# Ciatipa
Ciatipa är en ort i Mexiko.   Den ligger i kommunen Zongolica och delstaten Veracruz, i den sydöstra delen av landet, 250 km öster om huvudstaden Mexico City. Ciatipa ligger 651 meter över havet och antalet invånare är 160.
Terrängen runt Ciatipa är kuperad åt nordost, men åt sydväst är den bergig. Ciatipa ligger nere i en dal. Runt Ciatipa är det ganska tätbefolkat, med 222 invånare per kvadratkilometer. Närmaste större samhälle är Cuichapa, 13,0 km norr om Ciatipa. I omgivningarna runt Ciatipa växer i huvudsak städsegrön lövskog.